# Ledrada
Ledrada település Spanyolországban, Salamanca tartományban. Ledrada Peromingo, Puebla de San Medel, Fuentes de Béjar, Nava de Béjar, Sorihuela, Fresnedoso és Sanchotello községekkel határos. Lakosainak száma 465 fő (2024).

## Népesség
A település népessége az elmúlt években az alábbi módon változott:
| Lakosok száma | 595  | 577  | 560  | 573  | 534  | 512  | 489  | 481  | 451  | 465  |
|               | 2001 | 2004 | 2007 | 2009 | 2012 | 2014 | 2017 | 2019 | 2022 | 2024 |